# Erbil Eroğlu
Erbil Eroğlu (Istanbul, 21 gennaio 1993) è un ex cestista turco.

## Carriera
Ha militato dalle giovanili fino al 2012 nel Fenerbahçe in Türkiye 1. Basketbol Ligi.

## Palmarès
- Campionato turco: 2

Fenerbahçe Ülker: 2009-10, 2010-11